# 乾坤弓
乾坤弓（けんこんきゅう）は、中国の神怪小説『封神演義』に登場する上古の神器。黄帝が蚩尤討伐に用いた弓で、後に陳塘関の鎮関の宝として伝承された。

## 概要
- 起源：黄帝が泰山の南の烏号の柘・燕牛の角・荊麋の弭・河魚の膠を材料に製作[1]。
- 機能：専用の震天箭（3本）と組み合わせて使用。射たれた矢は対象に命中するまで飛び続ける「必中属性」を持つ[1]。
- 霊力：黄帝の血脈を持つ者のみが使用可能とされ、哪吒がこれを継承[2]。

## 来歴
1. 上古時代：黄帝が蚩尤軍を撃破した際、「三箭で敵陣を崩壊させた」と伝わる[1]。
2. 商朝：陳塘関総兵・李靖が保管。城楼に安置され「千年間誰も引き絞れず」とされた[1]。
3. 哪吒の事件：修行中の哪吒が試し撃ちし、震天箭が千里外の碧雲童子を誤射。これが石磯娘娘との抗争の発端となる[1]。

## 特徴
| 項目   | 内容                                   |
| ------ | -------------------------------------- |
| 材質   | 柘木・牛角・麋筋・魚膠の神獣素材       |
| 象徴性 | 黄帝の権威と東夷勢力への抑圧           |
| 弱点   | 仙界の高位存在には無効（例：石磯娘娘） |

## 登場作品
- 『封神演義』（第12-13回）[1]
- アニメ『哪吒鬧海』（1979年・中国）
- 小説『西遊記』関連解釈書（天蓬元帥の副武器説）[4]